# 蜜粉
蜜粉是化妝品的一種，通常使用於化妝完成後。由於蜜粉的粉質細，密度低，透光性也較高，所以能夠將原有的妝維持住，也就是說，蜜粉的主要功能為持妝。
蜜粉可分成鬆粉以及蜜粉餅（餅狀）。鬆粉的優點在於，使用粉撲或者蜜粉刷，能夠較大面積並且均勻的將粉附著在臉部。雖然蜜粉餅由於壓縮的關係，較不容易沾取，但蜜粉餅體積較小，攜帶方便適合用於補妝。蜜粉有各種不同的顏色，也有不同的效果。譬如粉紅色的蜜粉可以增加臉部的紅潤，紫色的蜜粉可使臉部看起來較白皙。同時，有些蜜粉會添加珠光或者亮片，以增加臉部的立體感。